# Listes des dirigeants de Saint-Martin (Antilles françaises)
Cet article contient des listes de dirigeants de Saint-Martin, un territoire français situé dans les Caraïbes, dans la partie nord de l’île de Saint-Martin. Ce territoire a le statut de  collectivité d'outre-mer française depuis le 15 juillet 2007. 

## Liste des gouverneurs de l'île Saint-Martin
Les Gouverneurs de Saint-Martin,,,, étaient normalement sous tutelle des gouverneurs généraux établis à île Saint-Christophe puis à la Martinique à partir de 1671.
| Période | Identité |
| --- | --- |
| 1627-1637 | Pierre Belain d'Esnambuc (1585-1637) (gouverneur de l'île Saint-Christophe) a une autorité morale sur quelques petits planteurs installés au lieu-dit "Quartier d'Orléans". |
| Dépendance de la Capitainerie générale de Porto Rico (1633-1648) | |
| 1633-1641 | capitán Iñigo de la Mota Sarmiento (depuis l'ile de Porto Rico) |
| 1642-1643 | Juan de Bolaños (depuis l'ile de Porto Rico) |
| 1643-1648 | Fernando de la Riva Agüero y Setien (depuis l'ile de Porto Rico) |
| - Traité de Münster (janvier 1648) - | |
| 1648-1651 | Robert de Lonvilliers de Poincy (signataire de la Convention du 23 mars 1648 dite du mont des Accords)                                                                      |
| 1651-1655 | Savinien de Courpon, sieur de la Tour. (1re fois) Philippe de Longvilliers de Poincy (depuis île Saint-Christophe)                                                          |
| 1655-1660 | Saint Amant (Sieur) |
| 1660-1664 | Charles de Sales (chevalier de Malte) (depuis l'île Saint-Christophe) |
| 1664 | Savinien de Courpon, sieur de la Tour. (2e fois) |
| 1664?-1666 | de Rose, (capitaine de compagnie) Les habitants français sont tous évacués vers l'île Saint-Christophe                                                                      |
| 1666-1668 | Sr. (Laurent?) de Maigne --Commandant Claude de Roux de Saint Laurens, (Chevalier), - -Lieutenant du Roi.                                                                   |
| 1668-1672 | Charpentier |
| Occupation par l'armée britannique (1672-1679) 1/9 pendant la Guerre de Hollande | |
| . | (?) |
| - Traité de Nimègue (1678) - | |
| 1679-1685 | François-Charles Maigne du Plat |
| Jun 1685-1689 | de Rionville (Chevalier), --Lieutenant du Roi (partie hollandaise sous tutelle française).                                                                                  |
| Saccage par l'armée britannique (1690-1697) 2/9 dû à la Guerre de la Ligue d'Augsbourg Les habitants français sont tous évacués vers les îles de Guadeloupe ou Martinique.           | |
| - Traité de Ryswick (1697) - | |
| 1697-1699 | (?) |
| 1699-1701 | Jean Dyel du Parquet (partie hollandaise sous tutelle française). |
| 1701-1702 | Louis-Gaston Cacqueray de Valmenière (partie hollandaise sous tutelle française).                                                                                           |
| Occupation par l'armée britannique (1702-1713) 3/9 pendant la Guerre de Succession d'Espagne                                                                                         | |
| 1703 | La garnison française et quelques habitants sont expulsés de l'île. |
| 1703-170_? | Lucas van Beverhoudt, (partie française sous tutelle hollandaise). |
| 1705?-170_? | Olivier Graval, (partie française sous tutelle hollandaise). |
| 1708?-1710 | Charles Devezaen, (partie française sous tutelle hollandaise). |
| 1710-1712 | François Lemaire, (partie française sous tutelle hollandaise). |
| 1712-1713 | Jean Buretel, (partie française sous tutelle hollandaise). |
| -Traités d'Utrecht (1713) - | |
| 1713-1715 | Louis-Gaston Cacqueray de Valmenière, --Lieutenant du Roi |
| 08/1715-06/1717 | Sr. Henry de Martel de Chausson, |
| 1717-1731 | Sr. François de Larréol (de Lauriol, de la Réole), --Capitaine commandant la milice.                                                                                        |
| 1723 | Attaque et pillage par des troupes anglaises |
| 1731(?)-1732(?) | Sr. Jacques Gréaux, Jr. |
| 1732(?)-1736(?) | Christophe Mahieu, |
| - À Saint-Martin, traité franco-hollandais de neutralité (1734) - | |
| 1736-(?) | Jean Pimont (?), |
| (?)-1744 | M. Rouve de la Perelle, --Commandant (1re fois) (pillages anglais en 1740)                                                                                                  |
| Occupation par l'armée britannique (1744-1748) 4/9, due à la guerre de Succession d'Autriche Pillages & évacuation de tous les habitants français vers les autres îles de la nation. | |
| . | (?) |
| - Traité d'Aix-la-Chapelle (1748) - | |
| 1749-1753 | M. Rouve de la Perelle --Commandant (2e fois) |
| 1753-1759 | Sr. Vupil du Sablon, Alexis Brin (1re fois) |
| Occupation par l'armée britannique (1759-1763) 5/9 dû à la Guerre de Sept Ans | |
| . | (?) --Gouverneurs militaires |
| - Traité de Paris (1763) - | |
| 1763-1763 | Sr. Vupil du Sablon, Sr. Alexis Brin (2e fois) |
| 1763-1764 | M. Isnard, --Commandant des milices (St.Barth) |
| Voir aussi l'Histoire de Saint-Martin. | |

## Liste descommandants
| Période | Identité                                                                        |
| --- | ------------------------------------------------------------------------------- |
| Aug 1764-176_?                                                                                               | Auguste Descoudrelles (Lescuiller) --Commandant, Colonel d'infantrie            |
| 1769-1770 | Gaspard Bayon (?), Duzant (?), (par intérim)                                    |
| 1770-1781 | Auguste Descoudrelles --Commandant, Colonel d'infantrie                         |
| janvier 1779-25 février 1779                                                                                 | John Fahie --Gouverneur militaire                                               |
| Occupation par l'armée britannique (1781-1783) 6/9 dû à la Guerre d'indépendance des États-Unis              |                                                                                 |
| 5 février 1781-1781                                                                                          | Andrew Edhouse --Gouverneur militaire                                           |
| 6 septembre 1781-1784                                                                                        | Thomas Fitzmaurice --Gouverneur militaire (b. 1725 - d. ....)                   |
| - Traité de Versailles (1783) -                                                                              |                                                                                 |
| 1784-1785 | Auguste Descoudrelles, Georges Manganon de la Perrière (d. 1789) --(Commandant) |
| 1785-1794 | Jean Sébastian de Durat --(Commandant)                                          |
| . |                                                                                 |
| Occupation par l'armée britannique (1794-1795) 7/9 due à la Guerre de la Première Coalition.                 |                                                                                 |
| 1794-1795 | John Madenbrough, Romney, --Gouverneurs militaires                              |
| Avril 1795 - L'ile est reprise aux anglais par Victor Hugues                                                 |                                                                                 |
| 1795-1898 | La Bruyère, Jean Rouvellet, Charles Dormoy (Commissaires de la république)      |
| 1798-1799 | Charles Dormoy --Commissaire de la république. (1re fois)                       |
| 19/10/99-15/03/00                                                                                            | Pierre Louis d'Arnauld --(Commandant)                                           |
| 1800-1801 | Charles Dormoy --Commissaire de la république. (2e fois)                        |
| Occupation par l'armée britannique (Mars 1801 - décembre 1802) 8/9 due à la Guerre de la Deuxième Coalition. |                                                                                 |
| 1801-1802 | Robert Nicholson --(Commandant Anglais)                                         |
| - Traité d'Amiens (1802)                                                                                     |                                                                                 |
| 1803-1804 | Jean-Baptiste Bresson --Commissaire de la république.                           |
| 1804-1808 | Robert Nicholson --(Commandant Anglais)                                         |
| 1808-1810 | Jean Pruilh --(Commandant)                                                      |
| Occupation par l'armée britannique (1810-1816) 9/9 due aux Guerres napoléoniennes.                           |                                                                                 |
| 1810–1813 | John Skinner (°1750c. +1827)                                                    |
| 1813–1814 | James Alexander Farquharson (1re fois) (°1775 +1834)                            |
| 1814–1815 | William McCaskill                                                               |
| 1815 | James Alexander Farquharson (2e fois)                                           |
| 1815 | Francis Edden                                                                   |
| 1815 | Saint-Juéry (Saint Jire) (?)                                                    |
| 1815-1816 | Incker --(Commandant)                                                           |
| 1816 - Traité de Paris (1815) -                                                                              |                                                                                 |
| 1816 | Laffrenque ou Laffranque --(Commandant)                                         |
| 1816 | Gaston (?) --(Commandant)                                                       |
| 1816-1817 | Baron de Proissie --(Commandant)                                                |
| 1817 | Rogers (?) --(Commandant)                                                       |
| 1817-1822 | Louis-Auguste Elliot --(Commandant)                                             |
| novembre 1822-Jul 1824                                                                                       | Louis Aurange --(Commandant, 1re fois), Lieutenant-colonel                      |
| 1824-1829 | Charles-Louis-Guillaume Bologne de Rougemont --(Commandant) Chef de Bataillon   |
| 1829-1831 | Louis Aurange --(Commandant, 2e fois), Lieutenant-colonel                       |
| 1831-1832 | Carol (?) --(Commandant)                                                        |
| 1832 | Belongrie (?) --(Commandant)                                                    |
| Voir aussi l'Histoire de Saint-Martin.                                                                       |                                                                                 |

## Liste des présidents de municipalité etmairesde lacommune
(D'après http://francegenweb.org/mairesgenweb/)
| Période                                | Identité |
| -------------------------------------- | --- |
| 1832-1838                              | François-Louis Forget --(Commandant), Capitaine, Chef de Bataillon. Pierre-Philippe O'Reilly --(Président de municipalité) |
| 1838-1840                              | François-Louis Forget --(Commandant), Capitaine, Chef de Bataillon. Pierre Georges Dormoy --(Maire)                        |
| 1840-1866                              | Pierre Georges Dormoy --(Maire) Munier (?) --(Commandant)                                                                  |
| 1866-1867                              | Pierre Martin --(Maire) |
| 1867-1871                              | Louis Murat --(Maire) |
| 1871                                   | Charles Claude Sainte Hélène Télèphe (?)                                                                                   |
| 1871-1874                              | Victor Foulquier --(Maire)                                                                                                 |
| 1874-1878                              | Pierre Auguste Beauperthuy --(Maire)                                                                                       |
| 1878-1879                              | Charles Becker --(Maire-adjoint) (1re fois)                                                                                |
| 1879-1891                              | Jean Frédéric Becker --(Maire)                                                                                             |
| 1891-1904                              | Charles Becker --(Maire) (2e fois)                                                                                         |
| 1904-1919                              | Charles Daniel Esprit Beauperthuy --(Maire)                                                                                |
| 1919-1925                              | Louis Emmanuel Fleming --(Maire)                                                                                           |
| 1925-1928                              | Ferdinand Morales --(Maire)                                                                                                |
| 1928-1949                              | Louis Constant Fleming --(Maire)                                                                                           |
| 1949-1959                              | Hugues Elie Fleming --(Maire)                                                                                              |
| 1959-1977                              | Fernand Hubert Petit --(Maire)                                                                                             |
| 1977-1983                              | Hugues Elie Fleming --(Maire)                                                                                              |
| 1983-14/07/07                          | Albert Fleming --(Maire)                                                                                                   |
| Voir aussi l'Histoire de Saint-Martin. | |

## Liste des présidents duconseil territorial
| Période                                | Identité               | Commentaires                                                                        |
| -------------------------------------- | ---------------------- | ----------------------------------------------------------------------------------- |
| 15 juillet 2007 - 25 juillet 2008      | Louis-Constant Fleming | élection invalidée, inéligible pour 1 an                                            |
| 25 juillet 2008 - 7 août 2008          | Marthe Ogoundélé-Tessi | par intérim                                                                         |
| 7 août 2008 - 14 avril 2009            | Frantz Gumbs           | invalidé par le Conseil d'État le 10 avril 2009                                     |
| 14 avril 2009 - 5 mai 2009             | Daniel Gibbs           | par intérim                                                                         |
| 5 mai 2009 - 31 mars 2012              | Frantz Gumbs           | réélu                                                                               |
| 1er avril 2012 - 13 avril 2013         | Alain Richardson       | élection invalidée, inéligible pour 18 mois                                         |
| 17 avril 2013 - 26 mars 2017           | Aline Hanson           | Ancienne Première vice-présidente, remplace le président Richardson dans son mandat |
| 2 avril 2017 - 3 avril 2022            | Daniel Gibbs           | Député de Saint-Barthélemy et Saint-Martin (2012-2017)                              |
| 3 avril 2022 - en cours                | Louis Mussington       | Député de la Guadeloupe (2012)                                                      |
| Voir aussi l'Histoire de Saint-Martin. |                        |                                                                                     |